# Демократски центар Боке
Демократски центар Боке (ДЦБ) је регионална политичка странка у Црној Гори, за Боку которску. Њен предсједник је Дејан Ћоровић. Већину становништва Боке которске чине Срби, а Демократски центар Боке, иако није национална, већ регионална странка, става је да су Бокељи Срби.
Настаје почетком 2008. године издвајањем из Народне странке, поводом бројних нерегуларности. Учествује на локалним изборима, с тесном сарадњом или у оквиру Српске листе. Ради чувања регионализма и локализма који чине бит странке, Демократски центар Боке је одбио уједињење у јединствену политичку странку на националном нивоу за цијелу Црну Гору.
На парламентарним изборима 2012. године учествовала је у склопу коалиције Српска слога.